# USD Coin
USD Coin (USDC) ist ein an den US-Dollar gekoppelter Stablecoin. Die Kryptowährung wird von dem digitalen Zahlungsunternehmen Circle ausgegeben. Im November 2024 waren 36,7 Milliarden US-Dollar in USD Coin im Umlauf, womit USDC hinter Tether der zweitgrößte Stablecoin nach Marktkapitalisierung war.

## Geschichte
Circle kündigte USDC am 15. Mai 2018 an. Für die Einführung hatte Circle davor 110 Millionen US-Dollar an Wagniskapital bei Investoren eingenommen. USDC wurde im September desselben Jahres von Centre, einem Konsortium, das durch ein Joint Venture zwischen Circle und der Kryptobörse Coinbase gebildet wurde, eingeführt.
Am 29. März 2021 kündigte Visa seine Unterstützung für USDC an, wodurch die Kryptowährung für Verkaufstransaktionen innerhalb seines Zahlungsnetzwerks verwendet werden kann.
Am 11. März 2023 verlor der Stablecoin, von dem zu diesem Zeitpunkt 37 Milliarden im Umlauf waren, vorübergehend seine Bindung an den US-Dollar, nachdem Circle bekannt gegeben hatte, dass 3,3 Mrd. Dollar, also etwa 8 % der Reserven, bei der Silicon Valley Bank eingelegt seien und durch deren Zusammenbruch am Vortag gefährdet seien. Der Wert des USD Coin fiel daraufhin zwischenzeitlich um bis zu 20 %. Vier Tage später erhielt USDC die Dollarbindung zurück.
Im August 2023 lösten Circle und Coinbase das Centre Consortium auf, das seit 2018 für die Verwaltung von USDC zuständig war. Damit erhielt Circle die alleinige Kontrolle über USDC.
Laut von Visa erhobenen Daten überholte USDC im Jahr 2024 Tether beim Stablecoin-Transaktionsvolumen, auch wenn das Umlaufvolumen von Tether deutlich größer war.

## Deckung
Als Stablecoin kann eine Einheit USDC jederzeit gegen einen US-Dollar getauscht werden. Laut der Website von Circle waren die Reserven zur Deckung von USDC im Ende 2024 in Cash (ca. 10 %) und kurzfristigen US-Staatsanleihen (ca. 90 %) angelegt. USDC wird in den Vereinigten Staaten reguliert und die Reserven monatlich von unabhängigen Prüfern begutachtet und bestätigt.

## Nutzbarkeit
USDC funktioniert als ERC-20 Token im Blockchain-Netzwerk von Ethereum und ist auch auf verschiedenen anderen Blockchain-Plattformen wie u. a. Polygon oder Solana nutzbar. Im Februar 2024 stellte Circle nach einer Überprüfung des Risikomanagements die Unterstützung für USDC auf der Blockchain Tron ein.

## Weblink
- USDC WhitePaper